# Liège (provins)

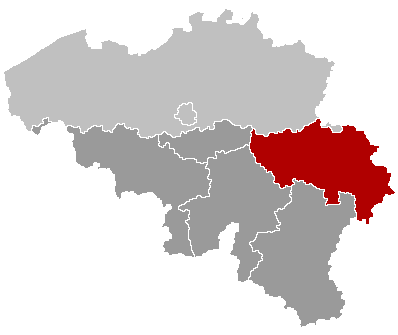
Provinsen Liège (rött) i regionen Vallonien (mörkgrått) och Belgien.

Tyskspråkiga gemenskapens områden i provinsen Liège.

Liège (tyska Lüttich; flamländska Luik), är en vallonsk provins i östra Belgien. Huvudstad i provinsen är Liège. Franska är det dominerande språket i provinsen, men i Eupen-Malmedy finns en betydande minoritet som talar tyska. Inom provinsen verkar därför de bägge federala Franska och Tyskspråkiga gemenskaperna. De tysktalande områdena utgör en integrerad del av distriktet Verviers, förutom i rättsliga frågor utgör de utgör det egna distriktet Eupen.

## Distrikt och kommuner
Liège är uppdelat i fyra administrativa distrikt (fr: arrondissements) som består av totalt 84 kommuner.
Huydistriktet:
- Amay
- Anthisnes
- Burdinne
- Clavier
- Engis
- Ferrières
- Hamoir
- Héron
- Huy
- Marchin
- Modave
- Nandrin
- Ouffet
- Tinlot
- Verlaine
- Villers-le-Bouillet
- Wanze

Liègedistriktet:
- Ans
- Awans
- Aywaille
- Bassenge
- Beyne-Heusay
- Blégny
- Chaudfontaine
- Comblain-au-Pont
- Dalhem
- Esneux
- Flémalle
- Fléron
- Grâce-Hollogne
- Herstal
- Juprelle
- Liège
- Neupré
- Oupeye
- Saint-Nicolas
- Seraing
- Soumagne
- Sprimont
- Trooz
- Visé

Verviersdistriktet:
- Amel
- Aubel
- Baelen
- Büllingen
- Burg-Reuland
- Bütgenbach
- Dison
- Eupen
- Herve
- Jalhay
- Kelmis
- Lierneux
- Limbourg
- Lontzen
- Malmedy
- Olne
- Pepinster
- Plombières
- Raeren
- Sankt Vith
- Spa
- Stavelot
- Stoumont
- Theux
- Thimister-Clermont
- Trois-Ponts
- Verviers
- Waimes
- Welkenraedt

Waremmedistriktet:
- Berloz
- Braives
- Crisnée
- Donceel
- Faimes
- Fexhe-le-Haut-Clocher
- Geer
- Hannut
- Lincent
- Oreye
- Remicourt
- Saint-Georges-sur-Meuse
- Waremme
- Wasseiges